# PETase
PETase là một loại enzyme esterase xúc tác quá trình thủy phân nhựa polyetylen terephthalat (PET) thành đơn phân mono-2-hydroxyethyl terephthalate (MHET). Phản ứng hóa học (trong đó n là số lượng đơn phân trong chuỗi polymer):
(etylen terephthalat)n + H2O → (etylen terephthalat)n-1 + MHET
Lượng vết của PET bị phá vỡ thành bis (2-hydroxyethyl) terephthalate (BHET). PETase cũng có thể phá vỡ nhựa PEF (polyethylen-2,5-furandicarboxylate), đây là chất thay thế PET sinh học. PETases không thể xúc tác quá trình thủy phân của polyeste của hợp chất không vòng như polybutylene succinate hoặc axit polylactic.
Sẽ mất hàng trăm năm để PET thoái hóa tự nhiên không dùng enzyme, nhưng PETase có khả năng làm thoái hóa PET chỉ trong vài ngày.

## Lịch sử
PETase đầu tiên được phát hiện vào năm 2016 từ vi khuẩn Ideonella sakaiensis  chủng 201-F6  tìm thấy từ các mẫu bùn được thu thập gần một địa điểm tái chế chai nhựa PET taị Nhật Bản.  Các loại enzyme thủy phân khác bao gồm các hydrolase như: lipase, este và cutinase. Các khám phá về các enzyme phân hủy polyester bắt đầu từ năm 1975 (α- chymotrypsin)  và 1977 (lipase).
Nhựa PET đưa vào sử dụng rộng rãi vào những năm 1970 và người ta cho rằng PETase ở vi khuẩn mới chỉ tiến hóa gần đây. PETase có thể đã từng kích hoạt enzyme trong quá khứ, liên quan đến sự thoái hóa của lớp sáp trên vỏ cây.

## Phân hủy MHET ởI. sakaiensis

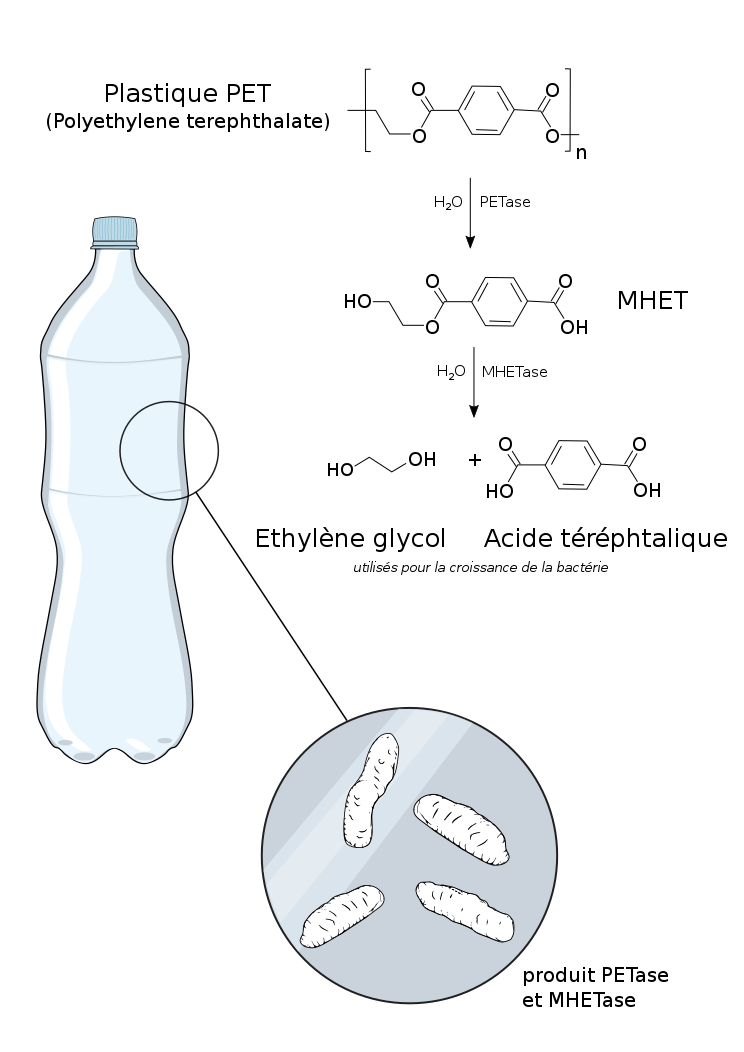
Con đường phản ứng của PETase và MHETase.

MHET bị phân hủy nhờ I.sakaiensis do tác dụng của enzyme MHETase tạo thành axit terephthalic và ethylene glycol.

## Cấu trúc
Tính đến tháng 4 năm 2019, đã phát hiện 17 cấu trúc tinh thể ba chiều của PETases: 6QGC, 6ILX, 6ILW, 5YFE, 6EQD, 6EQE, 6EQF, 6EQG, 6EQH, 6ANE, 5XJH, 5YNS, 5XFY, 5XFZ, 5XG0, 5XH2 và 5XH3.

Có khoảng 69 enzyme tương tự PETase có trong nhiều loại sinh vật khác nhau, chia thành hai loại enzyme: loại I và loại II. Có ý kiến cho rằng nên chia thành 57 enzyme thuộc loại I và phần còn lại thuộc loại II, chứa enzyme PETase được tìm thấy trong Ideonella sakaiensis. Trong tất cả 69 enzyme tương tự PETase, tồn tại ba sản phẩm giống nhau trong vị trí hoạt động, chứng tỏ rằng cơ chế xúc tác trong tất cả các dạng enzyme tương tự PETase là giống nhau. 

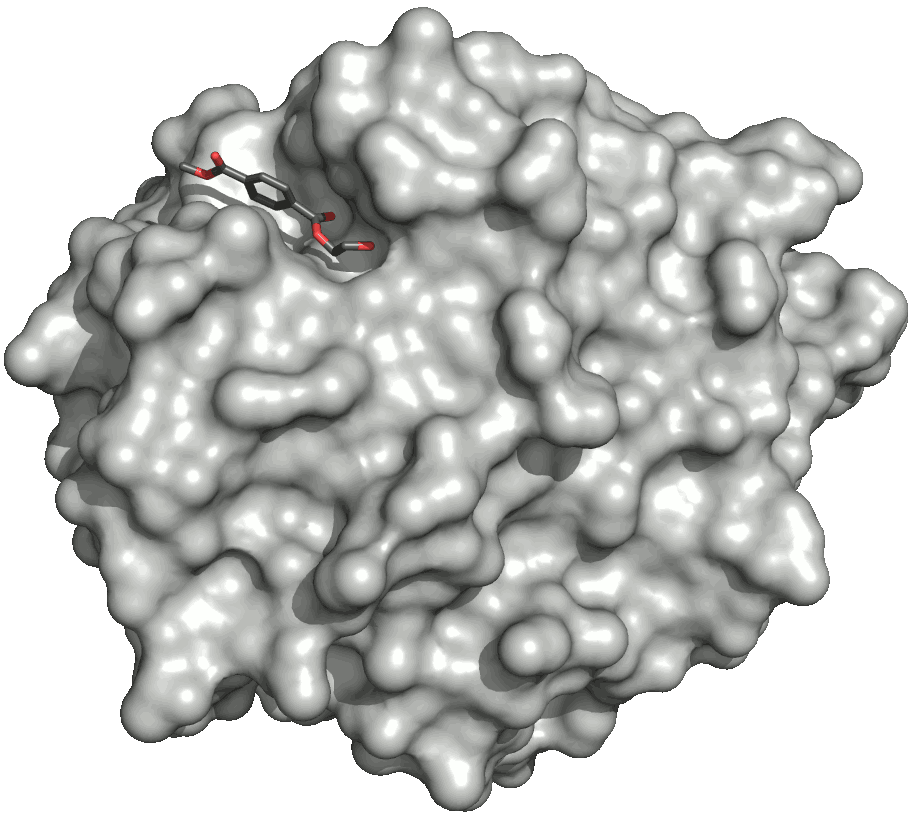
Bề mặt của đột biến kép PETase (R103G và S131A) với HEMT (1-(2-hydroxyethyl) 4-methyl terephthalate) liên kết với vị trí hoạt động của nó. HEMT là một chất tương tự của MHET, có thêm nhómmetanol được ester hóa. PDBID: 5XH3.
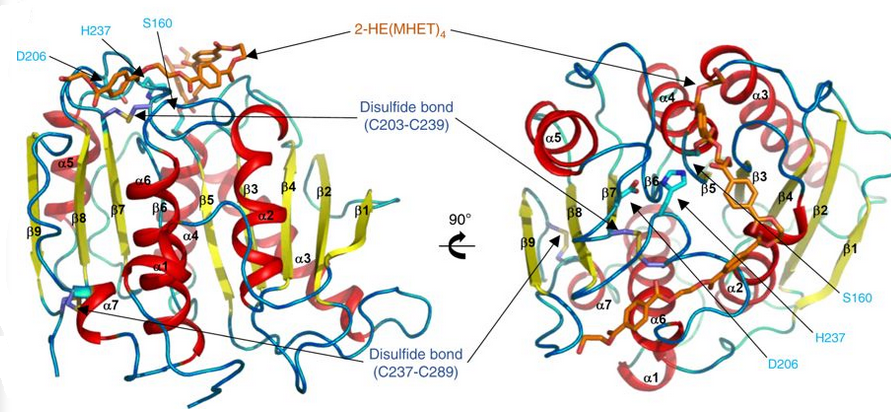
Sơ đồ PETase với ba dư lượng Ser160, Asp206 và His237. Bộ ba xúc tác được đại diện bởi các "que" màu lục lam. Vị trí hoạt động được hiển thị bằng màu cam, thể hiện sự kích thích của phân tử 2-HE (MHET)4.

## Đột biến
Năm 2018, các nhà khoa học từ Đại học Portsmouth với sự cộng tác của Phòng thí nghiệm năng lượng tái tạo quốc gia thuộc Bộ Năng lượng Hoa Kỳ đã phát triển một đột biến của PETase này làm thoái hóa PET nhanh hơn so với khi để tự nhiên. Trong nghiên cứu này cũng đã chỉ ra rằng PETase có thể làm thoái hóa polyetylen 2,5-furandicarboxylate (PEF).